# Oligoaeschna petalura
Oligoaeschna petalura är en trollsländeart som beskrevs av Maurits Anne Lieftinck 1968. Oligoaeschna petalura ingår i släktet Oligoaeschna och familjen mosaiktrollsländor. Inga underarter finns listade i Catalogue of Life.